# 娘娘村贝丘遗址
娘娘村贝丘遗址，位于中国广西壮族自治区象州县石龙镇迷赖村公所娘娘村东，为一个省级文物保护单位，类型为古遗址，为第四批广西壮族自治区文物保护单位，公布时间为1994年7月8日。
娘娘村贝丘遗址的历史年代为新石器时代。